# Теклич, Тонио
Тонио Теклич (хорв. Tonio Teklić; род. 9 сентября 1999, Сплит) — хорватский футболист, полузащитник клуба «Трабзонспор».

## Клубная карьера
Теклич — воспитанник клубов «Солин», «Адриатик Сплит» и «Хайдук». 24 сентября 2017 года в матче против «Локомотива» он дебютировал в чемпионате Хорватии в составе последних. 15 сентября 2019 года в поединке против «Осиека» Тонио забил свой первый гол за «Хайдук». В начале 2020 года Теклич на правах аренды перешёл в «Вараждин». 15 февраля в матче против «Интер Запрешич» он дебютировал за новый клуб. Летом 2021 года Теклич был арендован «Хрватски Драговоляц». 18 июля в матче против «Истра 1961» он дебютировал за новую команду.
В 2021 году Теклич вновь вернулся в «Вараждин». По итогам сезона он помог команде вернуться в элиту, а клуб выкупил трансфер игрока. В 2023 году Тонио перешёл в турецкий «Трабзонспор», подписав контракт на 3 года. В матче против «Галатасарая» он дебютировал в турецкой Суперлиге.